# Ronald Casso
Ronald Salvador Casso Casso (Bermejo, Bolivia; 1967) es un militar e ingeniero boliviano que ocupó el cargo de gerente general de la Empresa Pública Nacional Estratégica Boliviana de Aviación (BOA), aerolínea estatal de Bolivia, en dos ocasiones, la primera desde octubre de 2007 hasta noviembre de 2019, y la segunda entre diciembre de 2020 y febrero de 2025.

## Biografía
Ronald Casso nació el año 1967 en la localidad boliviana de Bermejo del departamento de Tarija. Comenzó sus estudios primarios en 1973 en el área rural. Los estudios secundarios los realizó en la ciudad de Tarija, saliendo bachiller del colegio Belgrano en 1984.
Continuó con sus estudios superiores, ingresando en 1985 al Colegio Militar de Aviación (COLMILAV) de la Fuerza Aérea Boliviana (FAB). Ese mismo año fue becado a Sao Paulo, Brasil, en donde egresó como subteniente piloto de caza el año 1988 en la Academia Aérea de dicho país.     
Ingresó a la Escuela Militar de Ingeniería a estudiar la carrera de ingeniería en sistemas electrónicos. Realizó una maestría en Administración de Empresas y Marketing.

### Gerente general de BoA (2007-2019)
El 24 de octubre de 2007, asumió la gerencia de la reciente creada empresa aérea estatal Boliviana de Aviación (BOA) tras el fracaso y posterior quiebra de la ex empresa Lloyd Aéreo Boliviano (LAB)